# Jim Lange
Pour les articles homonymes, voir Lange.
Jim Lange, né le 15 août 1932 à Saint Paul (Minnesota) et mort le 25 février 2014 à Mill Valley (Californie), est un animateur de jeux télévisés ainsi qu'un DJ américain. Il se fait connaître des auditeurs sur les marchés radiophoniques de San Francisco et Los Angeles, travaillant sur plusieurs stations au sein des deux marchés, accumulant plus de 45 années à l'antenne. Lange se fait également connaître des spectateurs télé en tant qu'animateur de nombreux jeux télévisés, dont le Dating Game.

## Carrière
Lange commence sa carrière dans la radiodiffusion à Minneapolis-Saint Paul après avoir remporté une audition en tant qu'adolescent, apparaissant plus tard comme animateur de l'émission pour enfants "Captain 11" sur WMIN-TV (renommée KARE). Après avoir été diplômé de la Saint Thomas Academy, il se rend à l'Université du Minnesota, grâce à une bourse de la Fondation Evans pour les étudiants (Evans Scholars Foundation),,,.
Après avoir été diplômé de l'Université du Minnesota et servi dans le Corps des Marines des États-Unis, Lange déménage à San Francisco. Après avoir réalisé ses débuts sur les ondes de la région de la baie de San Francisco en tant que "The All-Night Mayor" (littéralement : "Le Maire de Nuit") sur KSFO, il enregistre son émission l'après-midi en 1960,.

## Jeux télévisés
La carrière de Lange à la télévision démarre à San Francisco avec le Ford Show en 1962, dans lequel il présente l'animateur Tennessee Ernie Ford et en est l'acolyte. Trois années plus tard, il signerait pour animer le Dating Game. Tandis qu'il officie toujours sur KSFO, il se rend à Los Angeles afin d'enregistrer le programme télévisé.
Il anima également Oh My Word de 1965 à 1969, Name That Tune de 1984 à 1985, The $1,000,000 Chance of a Lifetime, Bowling for Dollars, Hollywood Connection, Bullseye de 1980 à 1982, The Newlywed Game sur ABC du 13 au 17 février 1984, aussi bien que des émissions éphémères comme Spin-Off en 1975, Triple Threat de 1988 à 1989, et Give-n-Take en 1975,,.
Lange interpréta également son propre rôle dans de nombreux programmes comme Ma sorcière bien-aimée, Laverne and Shirley, Super Mario Bros., Parker Lewis ne perd jamais, et Moesha. Il participa à Scrabble en tant que célébrité participante en 1988, ainsi qu'à Hollywood Squares en décembre 2002 lors de la "Game Show Week" (littéralement : "Semaine du Jeu Télévisé").

## Fin de carrière et décès
Lange a été présenté aux audiences locales de Los Angeles sur KMPC en 1970, dans le but de limiter son trajet lorsqu'il enregistrait le Dating Game. Il retourna à KSFO, appartenant à Gene Autry/Golden West, en 1971 et y demeura jusqu'à la vente de la station en 1983. Il retourna ensuite sur KMPC, où il faisait les matins et les après-midi (à des moments différents) jusqu'à la fin de la décennie.
A la fin des années 90, Lange est revenu à la radio à plein temps dans la région de la baie de San Francisco. Pendant cette période, il travailla initialement l'après-midi sur KFRC (610 AM). Il accepta probablement une offre d'enregistrer les matins de semaine sur "Magic 61", détenue à l'époque par Peter Bedford, magnat de l'immobilier. Magic 61 se veut être "le standard de la pop américaine" en diffusant notamment Frank Sinatra, Tony Bennett, Johnny Mathis, Harry Connick Jr., Peggy Lee, Ella Fitzgerald et autres. Après la vente de KFRC AM et FM (99.7) (les anciens propriétaires décidèrent de diffuser simultanément le format FM "oldies" sur 610 AM), Jim ainsi que l'émission décampèrent sur KZSF, diffusée à San José (Californie),.
En 1997, Lange devint l'animateur du Lange Gang sur KABL, diffusée à San Francisco. Lange prit sa retraite en 2005, après que KABL quitta l'antenne. Il interpréta son propre rôle dans le film acclamé par la critique Confessions d'un homme dangereux sorti en 2002. Les années suivantes, il vécut dans le Comté de Marin avec sa femme, Nancy Fleming, Miss America 1961, qu'il avait épousé en 1978,,.
Lange meurt d'une crise cardiaque, chez lui, à Mill Valley (Californie), le 25 février 2014, à l'âge de 81 ans.

## Dans la culture populaire
- Dans le film Une femme en jeu, réalisé par Anna Kendrick et sorti en 2024 sur Netflix, le personnage d'Ed Burke, joué par l'acteur Tony Hale, est basé sur Jim Lange.